# Winthrop (Arkansas)
Winthrop – miasto w Stanach Zjednoczonych, w stanie Arkansas, w hrabstwie Little River.